# Curiel de Duero
Curiel de Duero ist ein nordspanisches Dorf und eine Gemeinde (municipio) mit 119 Einwohnern (Stand: 2024) in der Provinz Valladolid in der autonomen Region Kastilien-León. 

## Lage
Curiel de Duero liegt in der kastilischen Hochebene in einer Höhe von etwa 800 m. Die Provinzhauptstadt Valladolid befindet sich gut 44 Kilometer (Fahrtstrecke) westlich. Der Duero begrenzt die Gemeinde im Süden. Das Klima im Winter ist durchaus kalt, im Sommer dagegen warm bis heiß; die spärlichen Regenfälle (ca. 540 mm/Jahr) fallen verteilt übers ganze Jahr.

## Bevölkerungsentwicklung
| Jahr      | 1970 | 1981 | 1991 | 2001 | 2011 | 2021 |
| Einwohner | 329  | 210  | 178  | 124  | 131  | 118  |

## Sehenswürdigkeiten

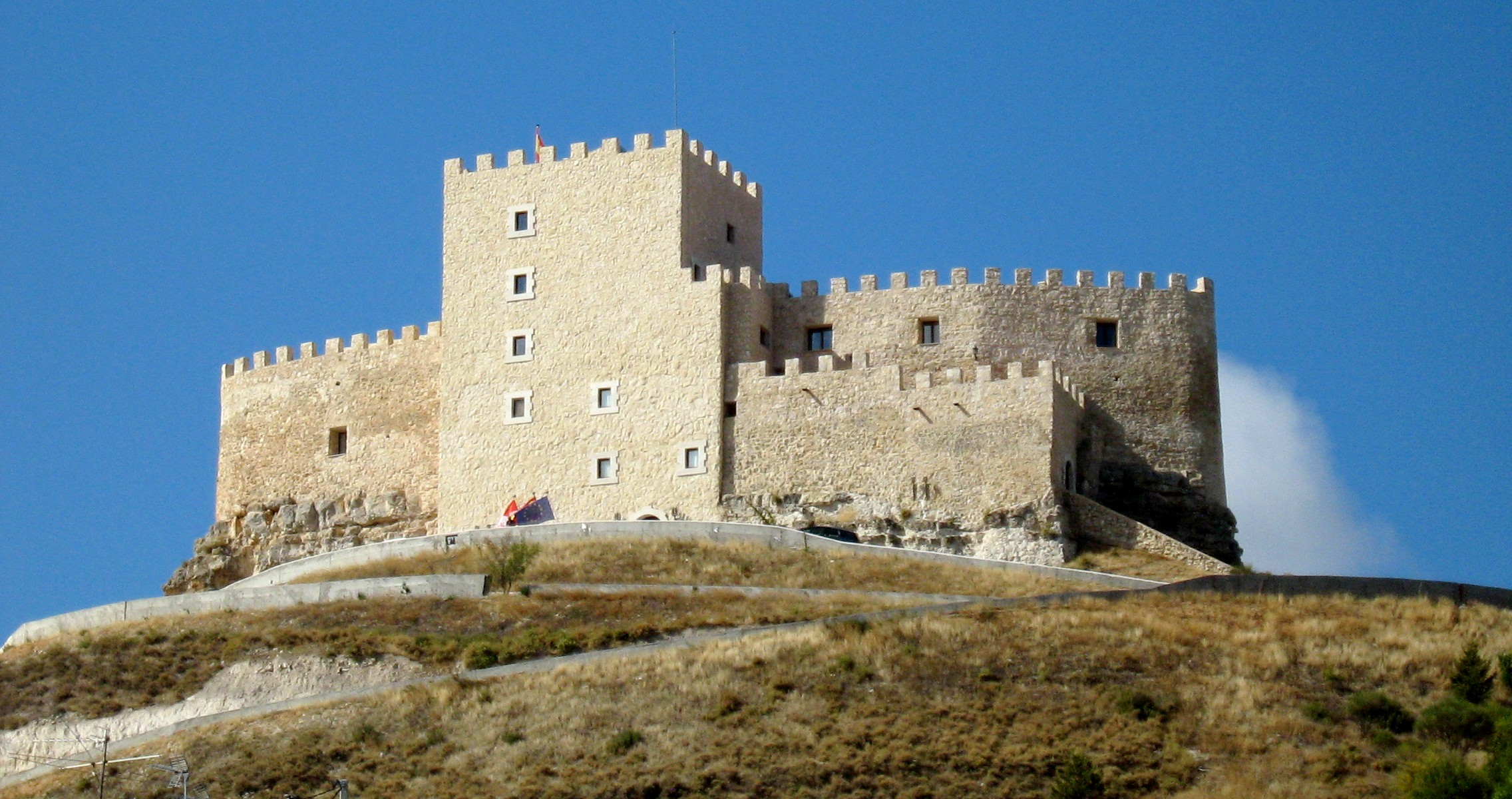
Burganlage
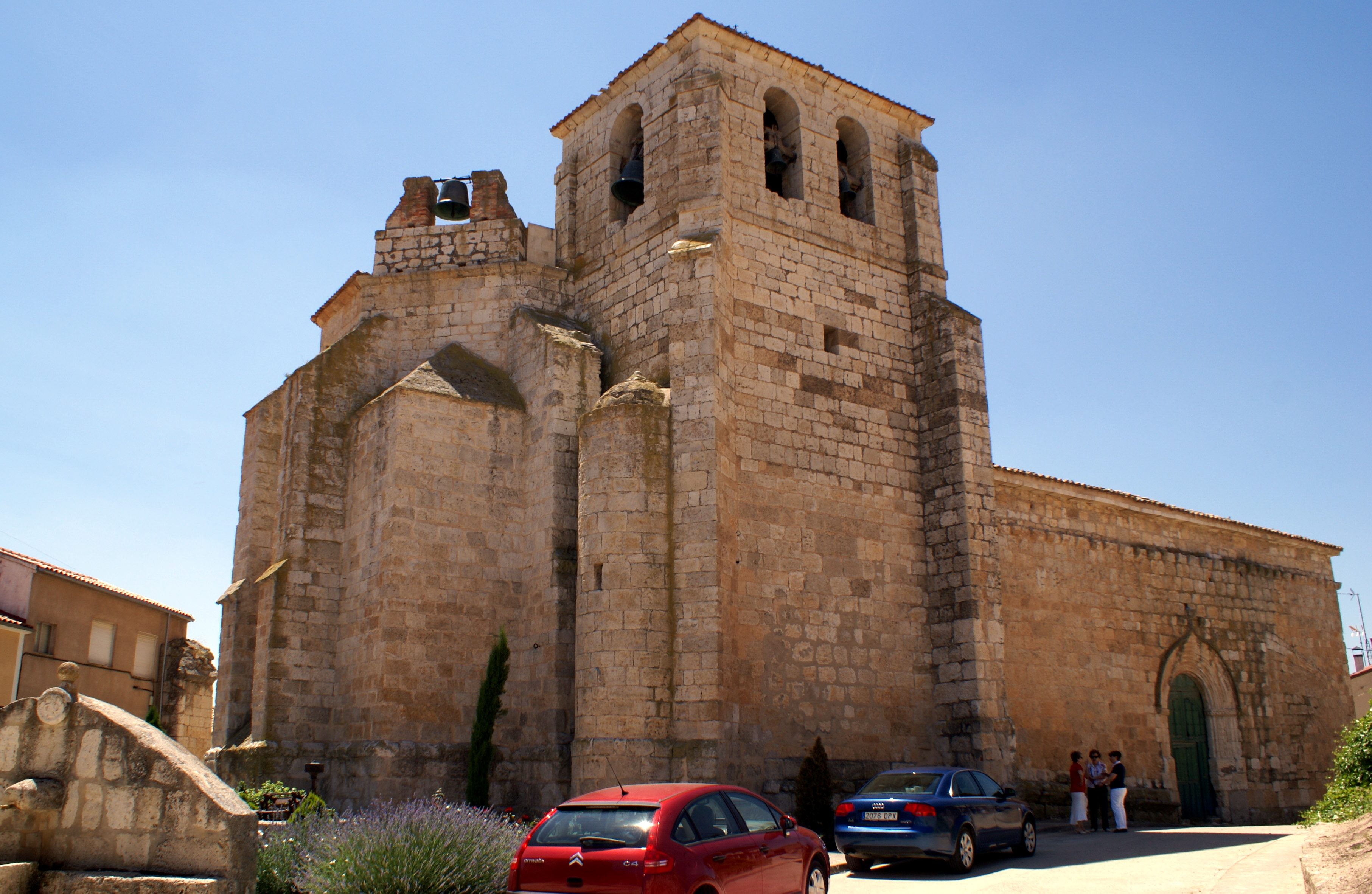
Marienkirche
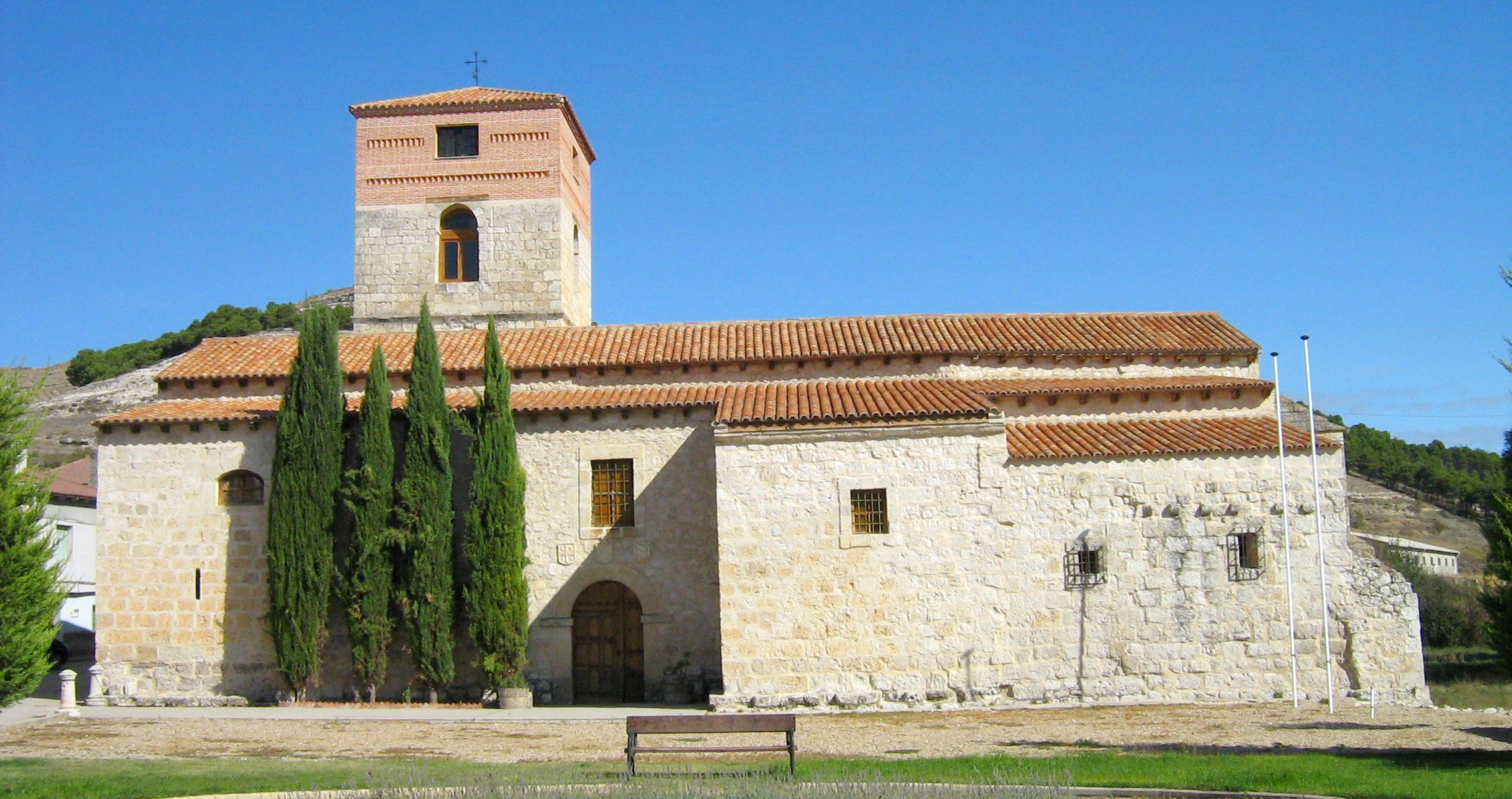
Martinskirche
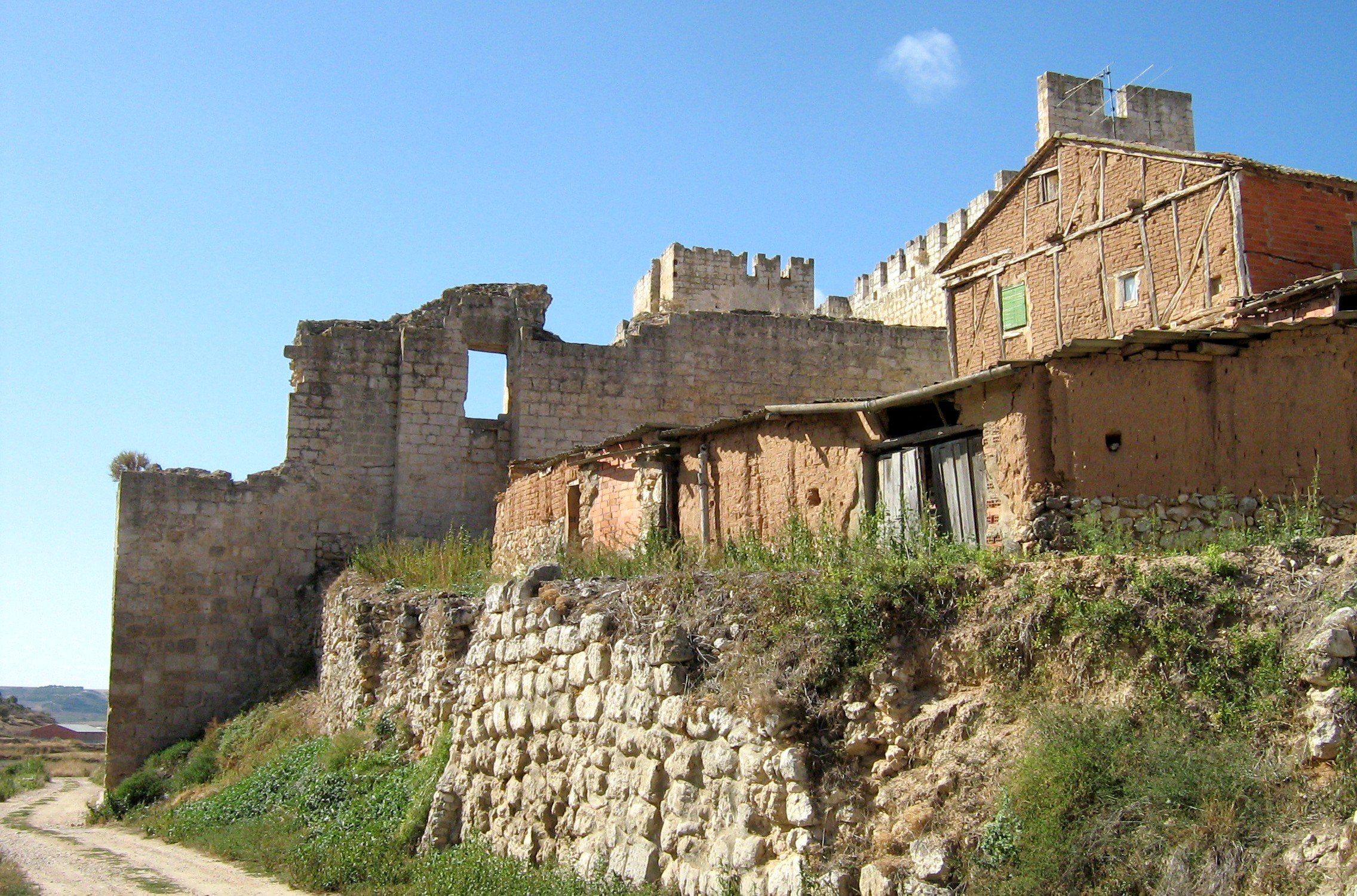
Christuskapelle
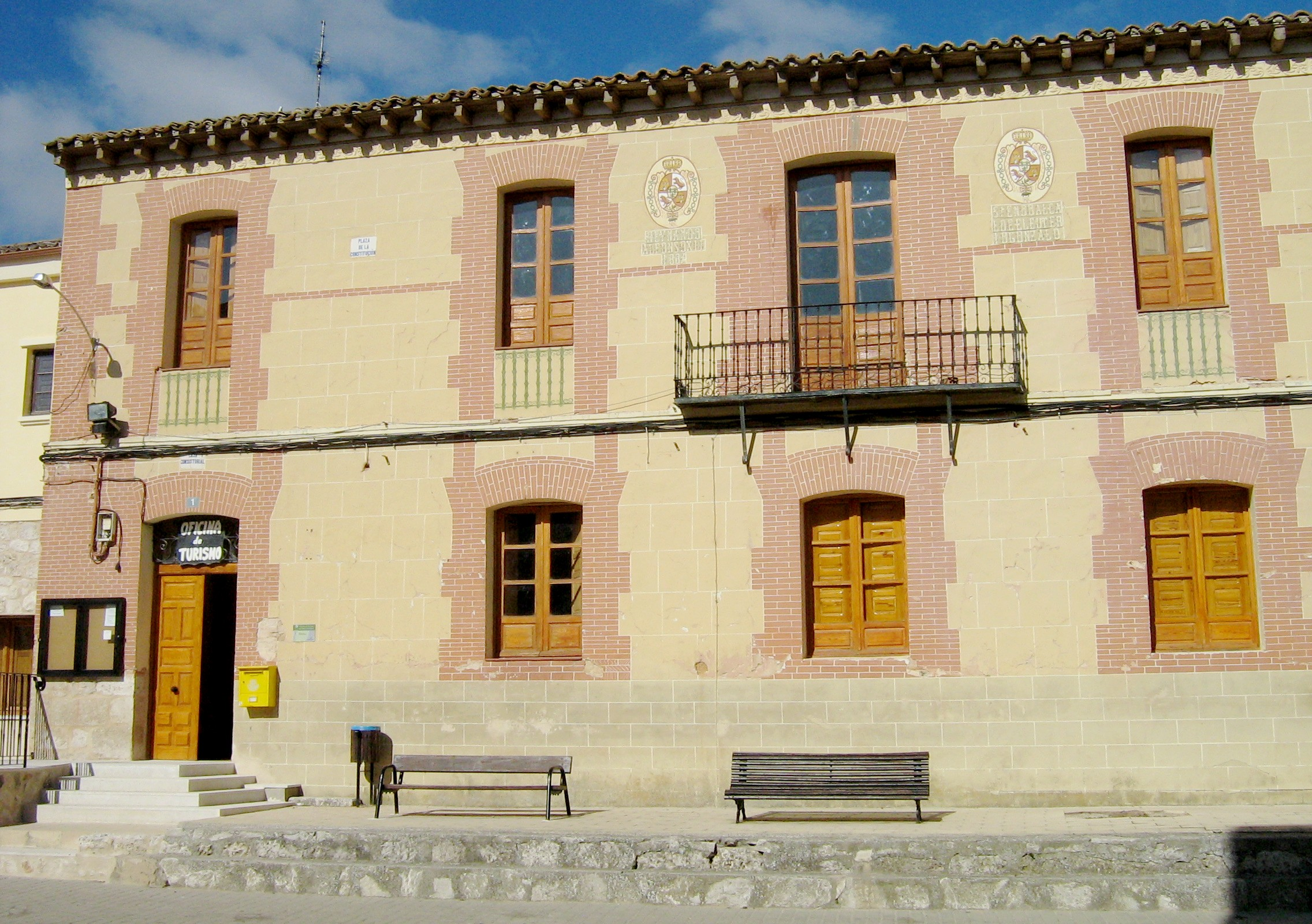
Palacio de los Zúñiga

- Burganlage
- Marienkirche
- Martinskirche
- Palacio de los Zúñiga
- Rathaus